# Calvaire de la Ville Gontier
La calvaire de la Ville Gontier (ou Villegontier) est une croix monumentale actuellement située dans la forêt de Fougères sur la commune de Landéan, dans le département français d'Ille-et-Vilaine, région Bretagne.

## Historique
La croix date du XVIe siècle. Elle est érigée en 1681 à proximité du château de la Ville Gontier sur la commune de Parigné. Elle fait l’objet d’un classement au titre des monuments historiques depuis le 25 juin 1929.
Vers 1940, elle a été déplacée à proximité du monastère de Saint-François, à l’est de la forêt de Fougères, où il se trouve actuellement.

## Description et architecture

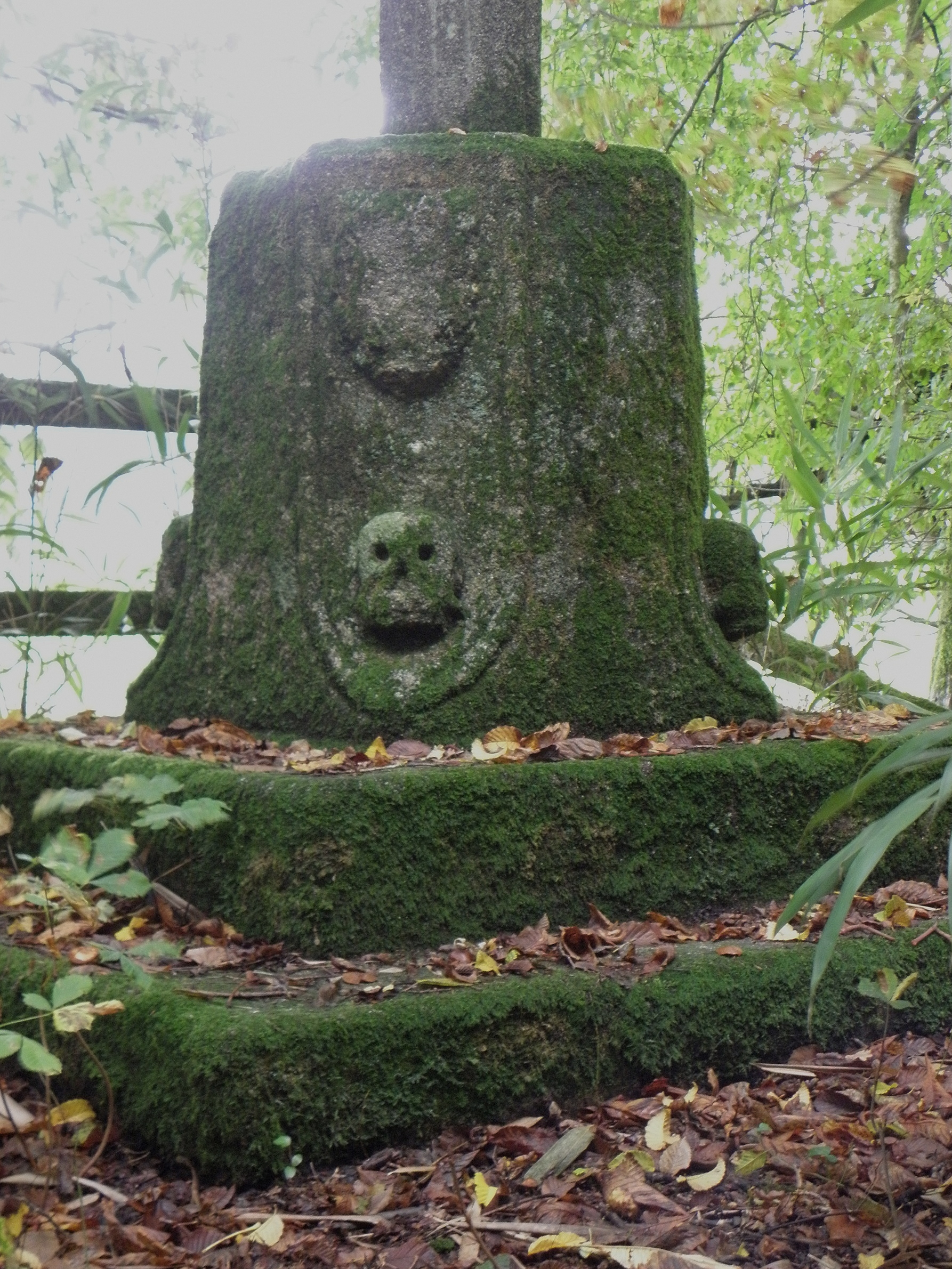
Socle
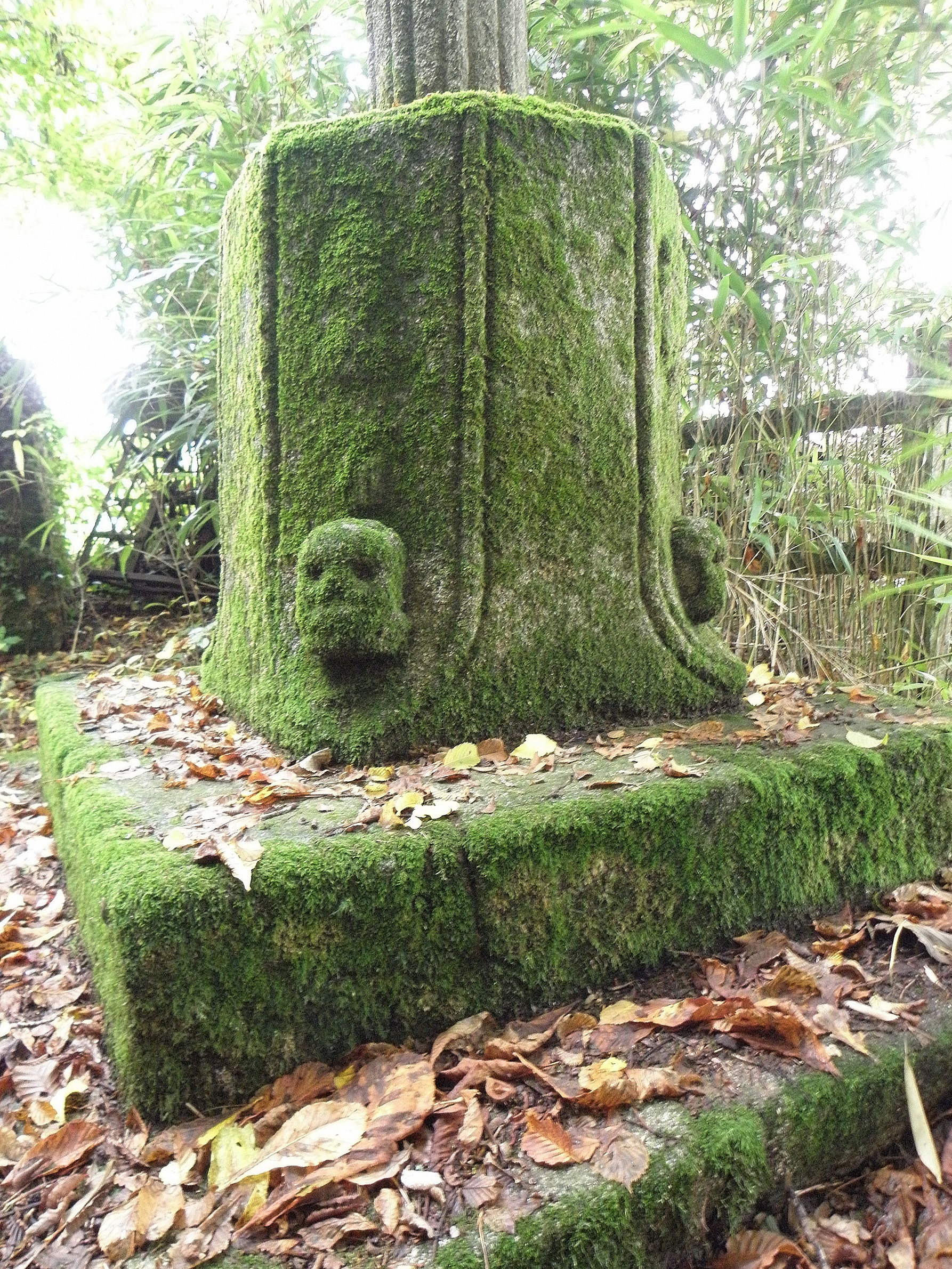
Socle
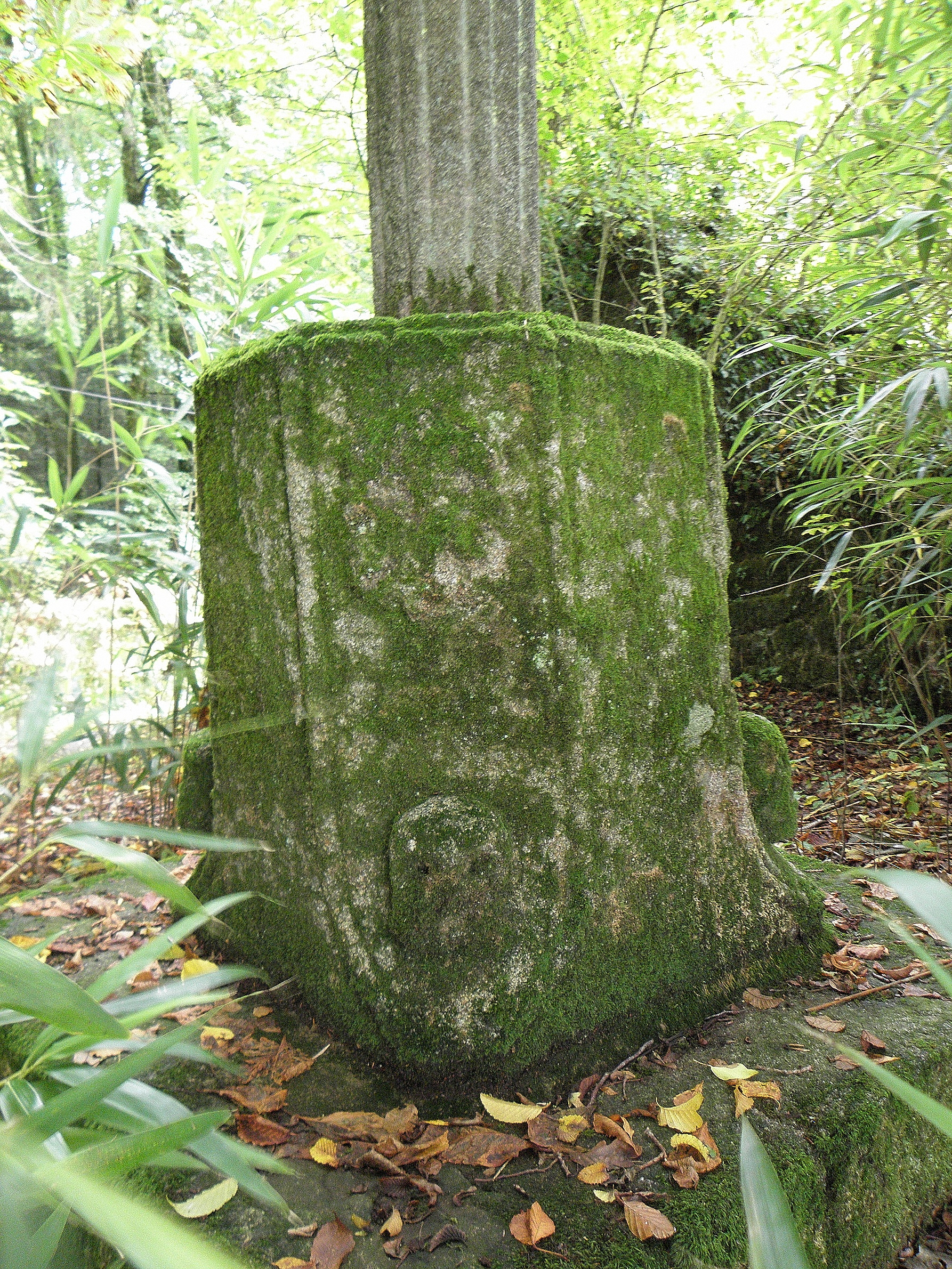
Socle
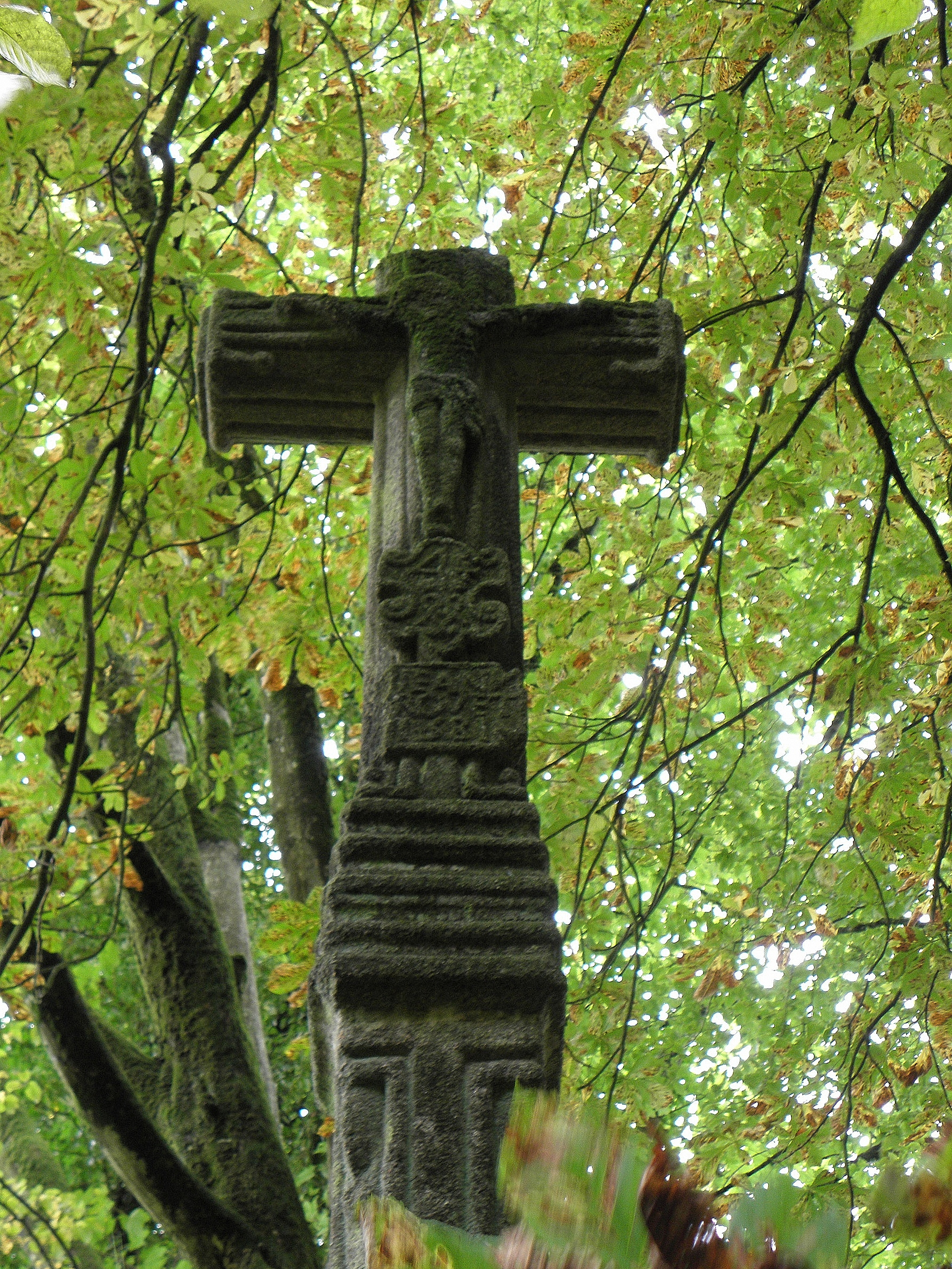
Sommet
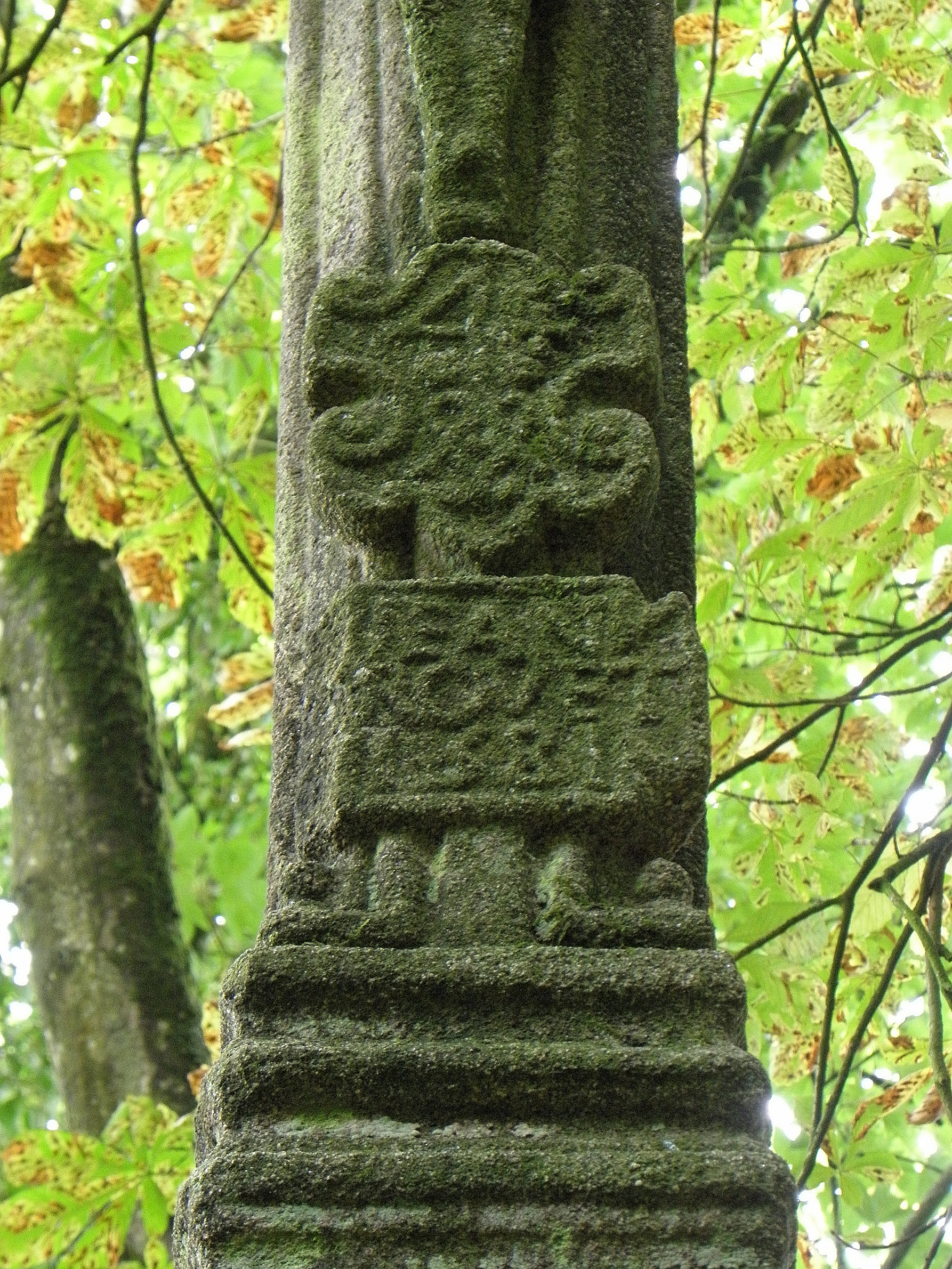
Détail de l’inscription au sommet